# Anaglyptus jii
Anaglyptus jii là một loài bọ cánh cứng trong họ Cerambycidae.